# Dialetto francese canadese
Il termine francese canadese, o francese del Canada, è un termine generale che si riferisce alle varietà di lingua francese parlate nella regione territoriale del Canada denominata Canada francese.
Poiché la provincia del Québec costituisce il cuore del Nordamerica francofono, e considerato che al quebecchese sono collegate anche le parlate francesi delle comunità francofone dell'Ontario e del Canada occidentale, spesso nell'uso comune il termine francese del Québec è usato come sinonimo di francese canadese.
Affine a questa parlata è anche il francese acadiano.
Il francese in Canada è lingua co-ufficiale accanto all'inglese a livello federale e costituisce la lingua materna del 24% della popolazione: i francofoni canadesi sono concentrati nelle province del Québec (dove il francese costituisce la sola lingua ufficiale), del Nuovo Brunswick (dove il francese è la madrelingua di un terzo della popolazione e riconosciuta co-ufficiale accanto all'inglese) e nell'Ontario orientale, mentre comunità francofone minori sono presenti nelle restanti province del paese.
Il francese è riconosciuto come lingua co-ufficiale, a fianco dell'inglese e di varie lingue locali dei nativi americani, anche in ciascuno dei tre territori del Canada settentrionale (Yukon, Territori del Nord-Ovest e Nunavut).

## Le varietà del francese canadese
Le varietà di francese canadese sono tre:
- il francese del Québec: è di gran lunga la varietà dominante sia per estensione geografica sia per numero di locutori. È la varietà di francese propria dell'omonima provincia, ma è parlata anche da parte dei francofoni del Nuovo Brunswick ,dove convive accanto alla varietà acadiana, dai francofoni dell'Ontario e da quelli delle comunità di lingua francese del Canada Occidentale, nonché dalle piccole comunità di francofoni del New England presenti negli stati USA del Maine, New Hampshire e Vermont.
- il francese acadiano: è parlato nelle province marittime, principalmente nel Nuovo Brunswick, dove risiede una massiccia popolazione francofona. È l'antenato del francese cajun parlato in Louisiana.
- il francese di Terranova: è parlato da un piccolo numero di persone (circa 15 000) residenti nella provincia di Terranova. È considerato un dialetto in pericolo di estinzione ed esiste un movimento per la sua salvaguardia e promozione.

## Il francese in Canada provincia per provincia

### Québec
Nella provincia del Québec il francese è la madrelingua di oltre l'81% della popolazione ed è riconosciuta unica lingua ufficiale a livello provinciale.
Gli anglofoni in Québec costituiscono il 7,9% della popolazione, e sono concentrati nell'area metropolitana di Montréal e in lento e costante declino numerico negli ultimi tre decenni, da quando il Québec ha iniziato a rivendicare la propria identità culturale e linguistica francofona dotandosi della Charte de la langue française e dell'Office Québécois de la langue française.
Oggi gli immigranti allofoni in Québec vengono assimilati in numero sempre maggiore alla comunità di lingua francese e Montréal si è riappropriata del suo aspetto di città francofona grazie a provvedimenti che hanno sostituito il francese all'inglese nei cartelli, manifesti, insegne e a una disposizione di legge che prevede che in caso di scritte bilingui il testo francese preceda e sia scritto in caratteri più grandi rispetto a quello in inglese.

### Province Marittime
Con questo termine ci si riferisce alle quattro province canadesi del Nuovo Brunswick, Nuova Scozia, Isola del Principe Edoardo e Terranova.
Il francese parlato in questi territori appartiene alla varietà definita francese acadiano. 
Nelle province marittime la popolazione francofona è concentrata nel Nuovo Brunswick, dove costituisce il 33% della popolazione provinciale (distribuita lungo tutta la fascia costiera della provincia) ed è riconosciuta co-ufficiale assieme all'inglese. Il centro urbano più importante abitato da francofoni è Moncton, francofona al 38%, sede dell'università di lingua francese del Nuovo Brunswick (Université de Moncton) e città ospite dell'ottavo sommet dell'OIF nel 1999. 
Il francese acadiano oltre che in Nuovo Brunswick è parlato anche in alcune regioni limitrofe del Québec, nonché dalle comunità francofone di Nuova Scozia e dell'Isola del Principe Edoardo, dove il francese è parlato rispettivamente dal 4,3% e dal 3,8% della popolazione.
Terranova, in assoluto la provincia canadese meno francofona (solo lo 0,4% della popolazione lo parla come lingua materna) ha, come già detto, la propria varietà dialettale di francese.

### Ontario
Sebbene in Ontario il francese costituisca la lingua materna di solo il 4,4% della popolazione ciò rappresenta oltre mezzo milione di locutori, fatto che rende l'Ontario la seconda provincia con il maggior numero di francofoni dopo il Québec (in percentuale questo posto spetta invece, come già visto, al Nuovo Brunswick). I Franco-Ontariani (Franco-Ontariens) sono concentrati nella parte orientale della provincia, confinante con il Québec, mentre comunità più piccole sono sparpagliate nel resto del territorio.
Ottawa, la capitale federale, è ufficialmente bilingue e il 32% dei suoi abitanti è di lingua francese. 
Sebbene l'Ontario non abbia una lingua ufficiale provinciale definita per legge, si tratta di una provincia sostanzialmente anglofona. La legge prevede invece disposizioni per quanto riguarda l'assemblea legislativa provinciale, prevedendo la possibilità per i membri di esprimersi in inglese o in francese a loro scelta, oltre a imporre che tutti gli statuti e le leggi provinciali vengano rese disponibili in entrambe le lingue. Con il French Language Services Act è stato poi stabilito che ogni cittadino possa utilizzare la lingua francese nella comunicazione con tutti gli uffici pubblici di 25 zone selezionate in base alla percentuale di popolazione francofona presente. Il sito internet ufficiale della provincia dell'Ontario è bilingue.

### Canada Occidentale
Il Manitoba ha una significativa minoranza francofona (i Franco-Manitobains, 4,1% della popolazione) concentrata nel quartiere di Saint Boniface della città di Winnipeg ma anche in molti villaggi circostanti. Il governo provinciale del Manitoba è l'unico ad avere un sito ufficiale bilingue tra quelli delle tre province delle praterie. 
Anche il Saskatchewan e l'Alberta hanno le loro minoranze francofone, i Fransaskois (1,9% della popolazione provinciale) e i Franco-Albertains (2% della popolazione).
Anche la Columbia Britannica ospita una piccola minoranza di francofoni, i Franco-Columbiens, che costituiscono l'1,5% della popolazione.

### Canada Settentrionale
Il francese è riconosciuto lingua ufficiale, assieme all'inglese e a varie lingue native, in ciascuno dei tre territori del Canada settentrionale. Gli abitanti di lingua francese di queste tre province prendono il nome di Franco-Yukonais (3,1% della popolazione), Franco-Ténois (dall'acronimo francese per i Territori del Nord-Ovest, T.N-O, 2,6% della popolazione) e Franco-Nunavois (1,5% della popolazione).